# Бристольська шкала форми калу

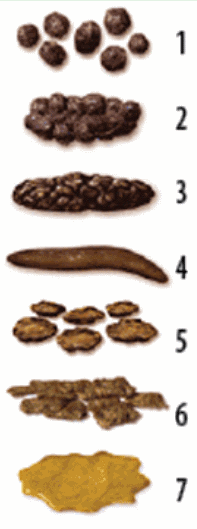
Схематичне зображення

Бристольська шкала форми калу (англ. Bristol Stool Scale, також Bristol Stool Chart) — таблиця, яка дає огляд про форми та текстури людського калу й використовується для діагностики та медичних досліджень.

## Історія
Шкалу розробили Кеннето Гітон та Стівен Дж. Льюїс з Бристольського університету і її запропоновано як діагностичний інструмент для оцінки тривалості кишкового транзиту, що, в свою чергу, може свідчити про низку захворювань (наприклад, синдром подразненого кишечника). Ця шкала була опублікована 1997 року у Скандинавському журналі гастроентерології (Scandinavian Journal of Gastroenterology).
У Великій Британії цю шкалу також називають «шкалою Меєрса» (Meyers scale).
За Бристольською шкалою форми калу виділяють сім типів виділення, при цьому час проходження зменшується від типу 1 (до 100 годин) до типу 7 (близько 10 годин):

## Типи калу
- Тип 1: окремі тверді кульки, які важко виводяться з організму;
- Тип 2: ковбасоподібний, грудкуватий кал;
- Тип 3: ковбасопобідний кал з тріщинами на поверхні;
- Тип 4: ковбасоподібний кал з гладкою поверхнею;
- Тип 5: Окремі м'які грудочки з гладкими краями, які легко виводяться з організму;
- Тип 6: Окремі м'які, пористі грудочки з рваними краями;
- Тип 7: Рідкий, без твердих компонентів.

Типи 1 і 2 вказують на запор, типи 5-7 — на діарею. Типи 3 і 4 вважаються «ідеальним випорожненням», яке не вказує на хвороби.